# Córdula de Colonia
Córdula de Colonia (en alemán: Kordula o Cordula, fallecida el 22 de octubre de 383), conocida también como Santa Cordule, fue una de las vírgenes que acompañó a Santa Úrsula y que fue martirizada por los hunos, es venerada como santa y mártir por la Iglesia católica que la recuerda el 22 de octubre.

## Leyenda
Nacida en la Britania romana en siglo IV, Córdula fue una de las vírgenes que llegaron con santa Úrsula en un barco desde Inglaterra y fueron martirizadas en Colonia. La ciudad había sido conquistada por los hunos, que mataron a Úrsula y a las compañeras que se habían negado a abjurar de su fe y a renunciar a su virginidad, Córdula escapó del baño de sangre del 21 de octubre de 383. A la mañana siguiente, regresó voluntariamente al campo de los asesinos para sufrir el martirio, recibiendo así la última de las doncellas la corona y palma del martirio.
Martirizada, según relatos se apareció a Santa Helmtrudis de Neuenheerse y le pidió que su festividad se celebrase al día siguiente en el de Santa Úrsula, ya que había muerto un día más tarde.
Las reliquias de Santa Córdula llegaron a la iglesia de San Juan de Colonia, donde fueron recogidas en 1278 por eruditos, al mismo tiempo que las del obispo Alberto Magno. Después de la secularización llegaron a Königswinter y Rímini. También en el tesoro de la catedral de Osnabrück se encuentra el tocado Cordule, que formaba parte del tesoro de la catedral Kamien Pomorski, pero desapareció durante la Segunda Guerra Mundial.

## Origen del nombre
El origen del nombre Córdula podría provenir del latín cor o cordis (corazón, coraje) y por tanto significa “el corazón" o "el valiente". Pero también podría provenir de kora o kóre (griego), que significa “chica" o "virginidad".

## Actuaciones y culto
La representación más antigua conocida de la santa es la de una ventana absidial que data del año 1220, en la basílica de Saint-Cunibert de Colonia, que fue construida en el lugar del asesinato de las once mil vírgenes. Cordula está representada con un vestido largo y un manto, en su cabeza lleva una corona, símbolo de la virginidad. En su mano derecha sostiene una lanza y en su mano izquierda la palma de los mártires. Está parada en un barco; un hombre y una mujer levantan la mano para invocarla. Cordula es considerada la patrona de los barqueros, peregrinos y viajeros. Santa Córdula se celebra el 22 de octubre, día de su muerte.
Su dicho popular se refiere principalmente a encontrar cosas perdidas, ya sea objetos, animales o personas. “Santa Córdulita, Santa Córdulita, haz que se me aparezca ahorita”.

## Veneración
En 1106, al hacer obras cerca de la iglesia de Santa Úrsula en Colonia, se encontraron restos humanos que se atribuyeron a las vírgenes compañeras de ésta en el martirio. Parte de estas reliquias se enviaron a varios lugares de Europa, donde se veneraron, y difundieron el culto a este grupo de mártires. Entre ellas, restos atribuidos a Córdula, que se venerá en Colonia, Vicogne (Valenciennes), Marchiennes (Cambrai-Arras), Osnabrück y Tortosa.
El culto de Córdula comienza en Colonia en el siglo X, pero las reliquias se perdieron y volvieron a descubrir más de una vez, de modo que en el siglo  xvii hasta doce iglesias distintas decían de tener el cuerpo o la cabeza de la santa: el Tempio Malatestiano de Rímini, la catedral de Lanciano o la catedral de Tortosa.